# Буза (напиток)
Буза́, боза, бозо́ — слабоалкогольный ферментированный напиток, вид пива из зерна, у некоторых народов Азии и Европы.
Буза приготовляется методом брожения из проса, ячменя, гречневой или овсяной муки, иногда также из пшеницы или кукурузы. Буза содержит до 4-6 % спирта. Распространен в Крыму, на Кавказе, в Татарстане, в Башкортостане на Балканах, в Турции и Центральной Азии. Этот напиток считается традиционным продуктом тюркских народов. В Турции буза готовится густой и сладкой, подаётся на десерт с корицей и жареным нутом. В зимнее время пьют в тёплом виде.

## Этимология
Согласно мнению большинства лингвистов, происходит от тюркского boza «напиток из квашеного проса», также «напиток из кислого молока». В татарском, чагатайском и тобольском языках buza «напиток из проса или ячменя»; также имеет значение «шум, скандал».

## История
Этот напиток очень распространён среди тюркских народов и считается их традиционным продуктом.
Напиток был известен на Руси, где приготавливался из овсяной, просяной или гречневой муки так же, как пиво, но без использования хмеля. В России бузой называли и хмельной напиток из гречневой, ячной, овсяной или пшенной каши, и в общем молодое пиво или брагу, а также особый густой и мутный пшенный квас, и яблочный или грушевый квас.
В татарском языке слово «буза» имеет и другое значение: скандал, шумный беспорядок (буза куптару). От этого слова, например, возникло русское слово «бузить». Нетрудно понять смысл: хмельной напиток → пьянка → скандал. Беспорядки, возникавшие от чрезмерного употребления бузы среди кавказских горцев, отмечает Лермонтов в «Герое нашего времени».
Распространено и другое толкование слова «бузотёр»: в старину проштрафившихся во время предыдущего застолья перед новым заставляли на специальной тёрке растирать зерно для приготовления напитка. Работа не столько тяжёлая, сколько наносящая многочисленные потёртости и ссадины на тыльные стороны ладоней, что отбивало у провинившегося желание вновь затевать драку.
Одним из первых европейцев, давших описание бузы и технологии её приготовления, стал доминиканский монах Жан де Люк, бывший в Северной Таврии в 1620—1630 годах; «…буза приготовляется следующим образом. Когда кобыла ожеребится, то в течение месяца сосет её жеребёнок, а затем привязывают к его морде деревянные рогатки, которыми он, желая пососать, колет её так, что она не в состоянии переносить, а между тем выдаивают у неё молоко и вливают его в сосуд, в котором было вино (если у них есть такой). Наливая молоко в этот сосуд, процеживают и тщательно затыкают. Потом кладут в него 20 или 30 зерен ячменя, прибавляя ложку кислого коровьего молока или немножечко дрожжей. Для того, чтобы молоко стало бродить, необходимо поставить его на некоторое время возле огня или на солнце, а затем дать ему отстояться: все это совершается в две или три недели; если же влить в него немного вина, то напиток будет ещё приятнее. Молоко, прежде чем его пить, процеживают через тонкое полотно. То, которое приготавливают весной, лучше приготавливаемого в какое-либо другое время года. Это питье держится долго, потому что, по мере того как выливаешь его, можешь и подливать постоянно нового.»
Упоминается в книге турецкого путешественника Эвлия Челеби, совершившего путешествие по Крыму в 1666—1667 годах, как напиток орских (перекопских) татар: "К местным лакомствам относится крепкий напиток из проса, или же отменная татарская буза, как мозг костный вкусная, и такая густая, что когда её из интереса в полотенце для ритуального омовения в дом вносят, то, ни капли не проливается. Татары приезжают на конях к Ору даже из мест, отдаленных от него на пять дней пути, дабы напиться орской бузы, а выпив её чрезмерно, упиваются и поют песню «Калалай ве болалай».

## География распространения

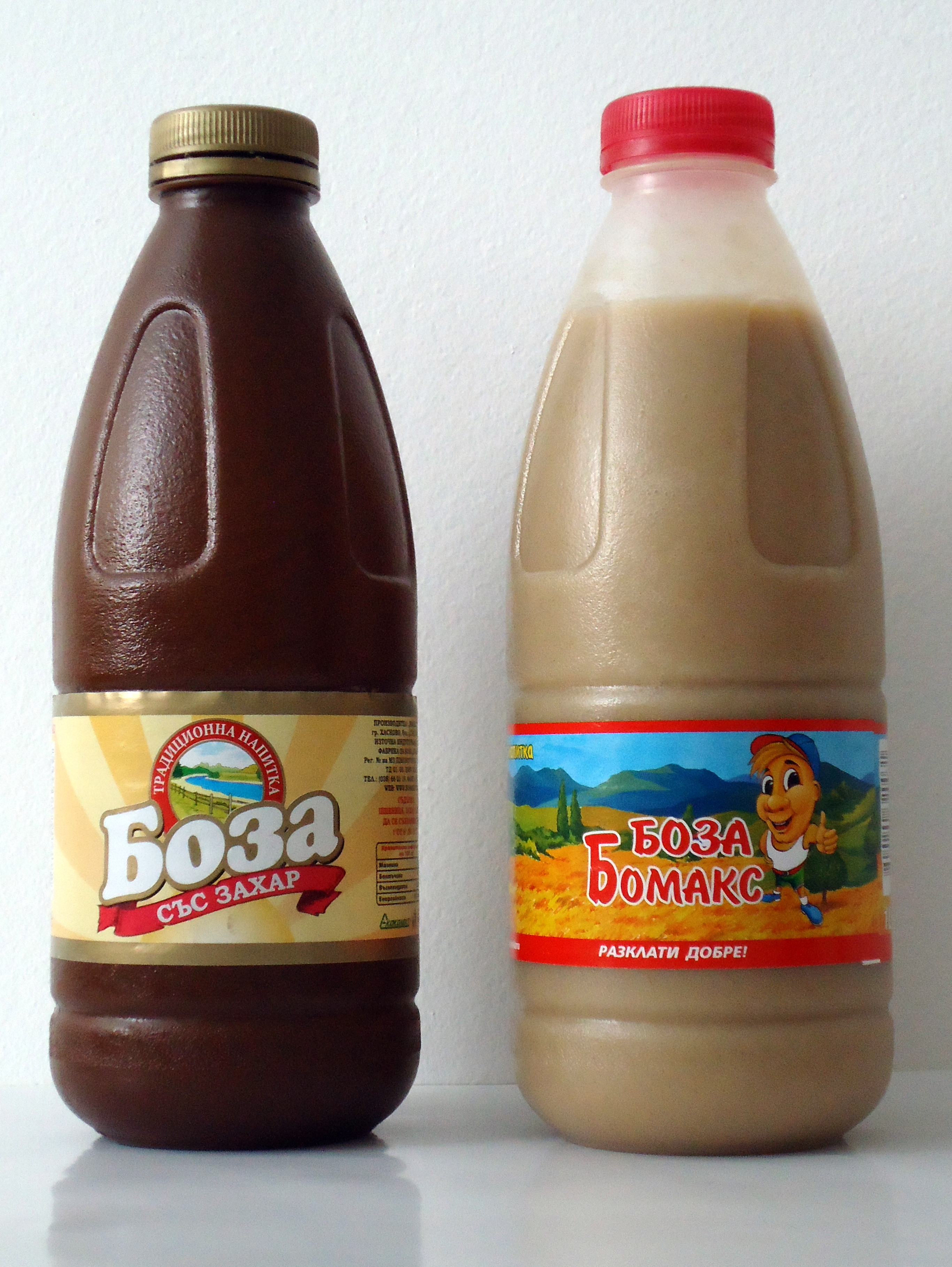
Боза в Болгарии

Распространена в Крыму, на Кавказе, в Средней Азии и на Балканах. Перенесена из Азии вместе с монголо-татарским нашествием. В обиходе бузой называлось любое сусло, молодое пиво или брага. В разных странах рецептура несколько различна. Массово производится в Болгарии, слабоалкогольная «боза» (менее 1 %) — излюбленный напиток.

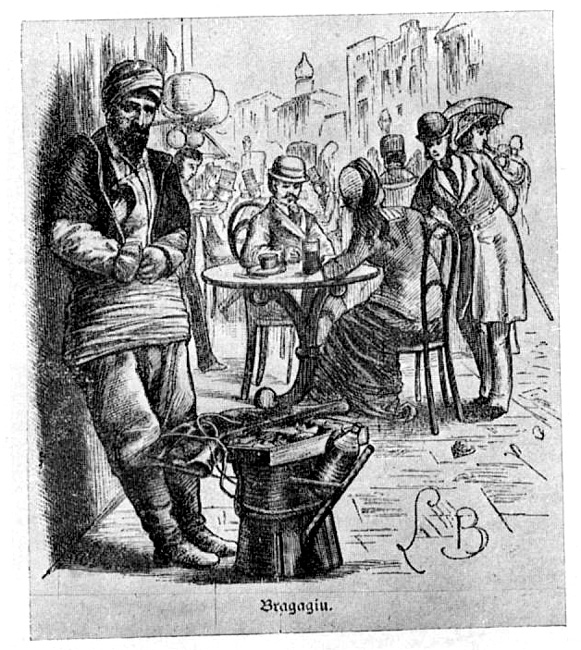
Турок, торгующий бозой. Бухарест, 1880

Боза была весьма распространена во времена Османской империи, однако начиная с середины XVI века стала подвергаться запретам — первоначально, во времена Селима II, из-за того, что в неё стали добавлять опиум («татарская боза»), а затем, при Мехмеде IV, в рамках общего запрета на алкоголь. Тем не менее турецкий путешественник Эвлия Челеби описывает бозу как чрезвычайно популярный напиток, отмечая, что в Стамбуле ею торговали около 300 лавок и что боза ввиду своей питательности широко употреблялась в турецкой армии. В XIX веке основными изготовителями бозы в Стамбуле стали албанцы, и основанный в 1876 году магазин Хаджи Ибрагима и Хаджи Садыка в историческом районе Вефа, неподалёку от Сулеймание, существует до сих пор.
У татар буза является знаком особого уважения к гостям.
В январе 2009 года в штате Иллинойс (США) открылся первый в стране цех по производству бозы.